# Upadek (powieść)
Upadek (fr. La Chute) – powieść filozoficzna Alberta Camusa wydana w 1956; jest jego ostatnim ukończonym dziełem literackim. Z akcją umiejscowioną w Amsterdamie, Upadek składa się z serii monologów samozwańczego Jeana-Baptiste Clemence’a, rozmyślającego nad swoim życiem w obecności nieznajomego. W formie przypominającej spowiedź, Clemence opowiada o jego sukcesie, kiedy to był bogatym paryskim adwokatem, cieszącym się wielkim szacunkiem wśród jego współpracowników, a także o jego kryzysie, i wreszcie o spadku z piedestału świetności, co w świeckiej terminologii odnosi się do upadku człowieka w Edenie. 
Jak pisze Louis R. Rossi, Upadek w zamierzeniu Camusa miał być krytyczną autorską wypowiedzią na francuski egzystencjalizm spod znaku Jeana-Paula Sartre'a, byłego przyjaciela pisarza. Autor powieści, inaczej niż w przypadku poprzednich swoich utworów (Obcy i Dżuma), po raz pierwszy zdystansował się od głównego protagonisty. Choć kolejny raz w twórczości Camusa pojawił się motyw absurdalności ludzkiego życia, Clemence nie jest porte parole pisarza, lecz mającym pretensje do siebie i całego świata uosobieniem egzystencjalistycznej retoryki. W bohaterze Camusa upatrywano odpowiednika nietzscheańskiego Zaratustry, który wraz z upływem czasu zdobywa się na gest pokory. W przemówieniu samego Sartre’a poświęconemu Camusowi, opisuje on powieść jako „być może najpiękniejszą i najmniej zrozumianą” z jego książek.

## Tło
Clemence często daje wyraz swojej miłości do otwartych, wysoko położonych miejsc – począwszy od szczytów górskich, aż po górne pokłady łodzi – Tak, czułem się dobrze tylko w górnych sytuacjach. Nawet w życiu na co dzień musiałem być ponad. Amsterdam, miejsce położone poniżej poziomu morza, ma więc wyjątkowe znaczenie w relacji do narratora.  Miasto jest generalnie opisane w książce jako zimne, mokre miejsce, z cienką warstwą mgły, unoszącą się stale nad ulicami, wypełnionymi ludźmi i oświetlonymi neonami. Lecz poza niesamowitą atmosferą (którą można byłoby stwierdzić w niemal wszystkich innych miastach), Camus wybrał Amsterdam z innego powodu. W początkowych akapitach zauważa on że: 

koncentryczne kanały Amsterdamu przypominają kręgi piekła. Mieszczańskiego piekła, oczywiście, zaludnionego złymi snami. Kiedy przybywa się z zewnątrz, w miarę przechodzenia przez te kręgi, życie, a więc i jego zbrodnie stają się gęstsze, bardziej ciemne. Tu jesteśmy w ostatnim kręgu.

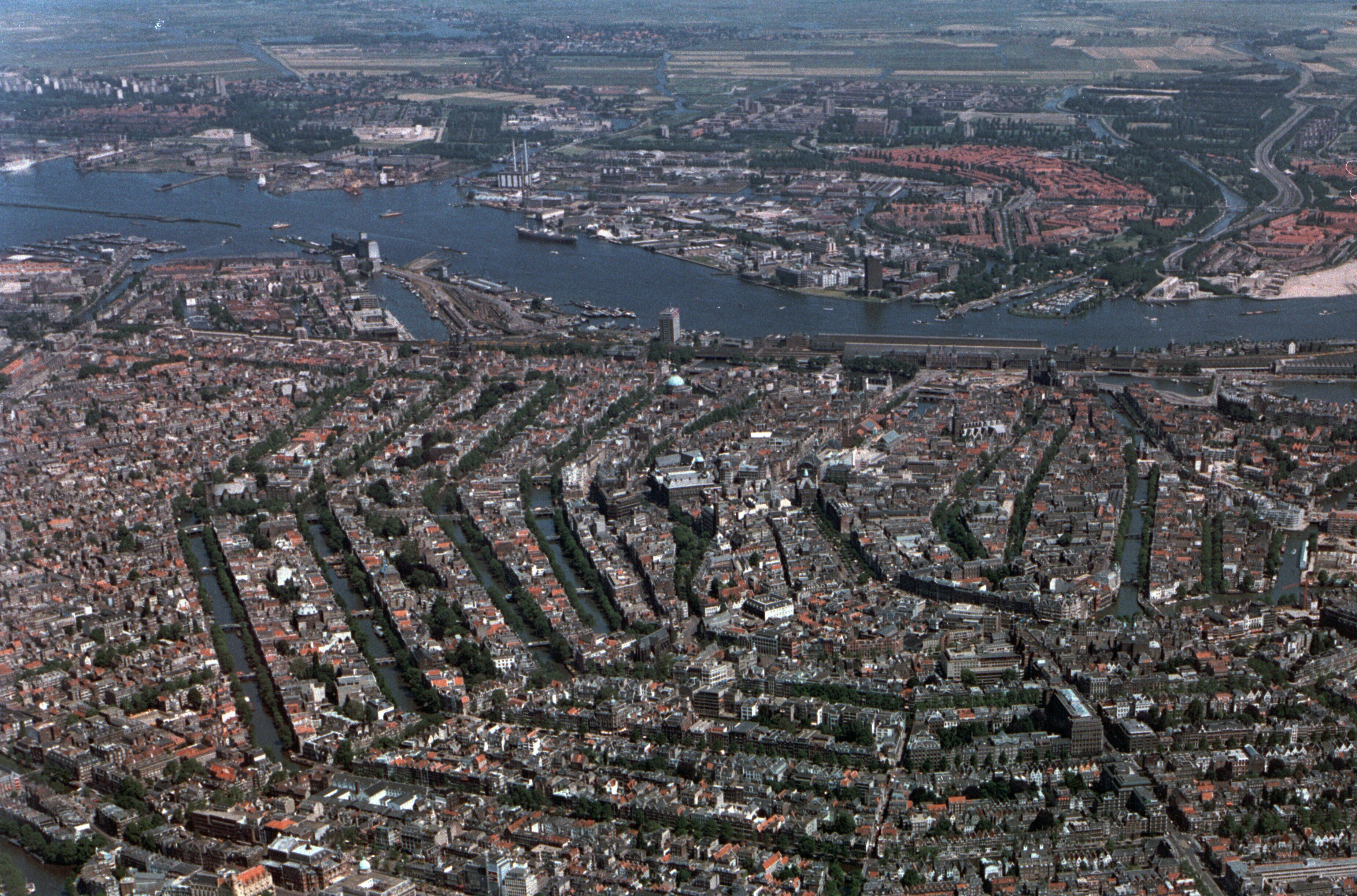
Amsterdam

Kanały Amsterdamu widziane z lotu ptaka, jak na zdjęciu, przypominają serię koncentrycznych kręgów wyłaniających się z centrum miasta, co doprowadziło Camusa do porównania ich do kręgów piekła.
Ostatnim kręgiem piekła jest dzielnica czerwonych latarni oraz miejsce położenia baru Mexico City, do którego Clemence chodzi każdej nocy, przedstawiając stopniowo swoje opowiadanie. (Bar Mexico City rzeczywiście istniał w Amsterdamie). Tło służy zilustrowaniu, dosłownie i w przenośni, upadku Clemence’a ze szczytów paryskiej społeczności w ciemne, mroczne i dantejskie podziemia Amsterdamu, gdzie umęczone dusze wędrują bez celu obok siebie. W rzeczy samej krytycy wykazali paralele między upadkiem protagonisty a zejściem Dantego do Inferno. 
W kontekście rozwijania przez Camusa jego filozoficznych idei, istotne jest uwzględnienie tła II wojny światowej i Holocaustu. Clemence mówi, że mieszka niedaleko Mexico City, gdzie w przeszłości była dzielnica żydowska do momentu, kiedy nasi bracia hitlerowcy oczyścili teren. Mieszkam na miejscu jednej z największych zbrodni w historii. Upadek, między innymi, jest próbą wyjaśnienia jak ludzka istota mogła być zdolna do takiego zła.

## Fabuła

### Życie w Paryżu

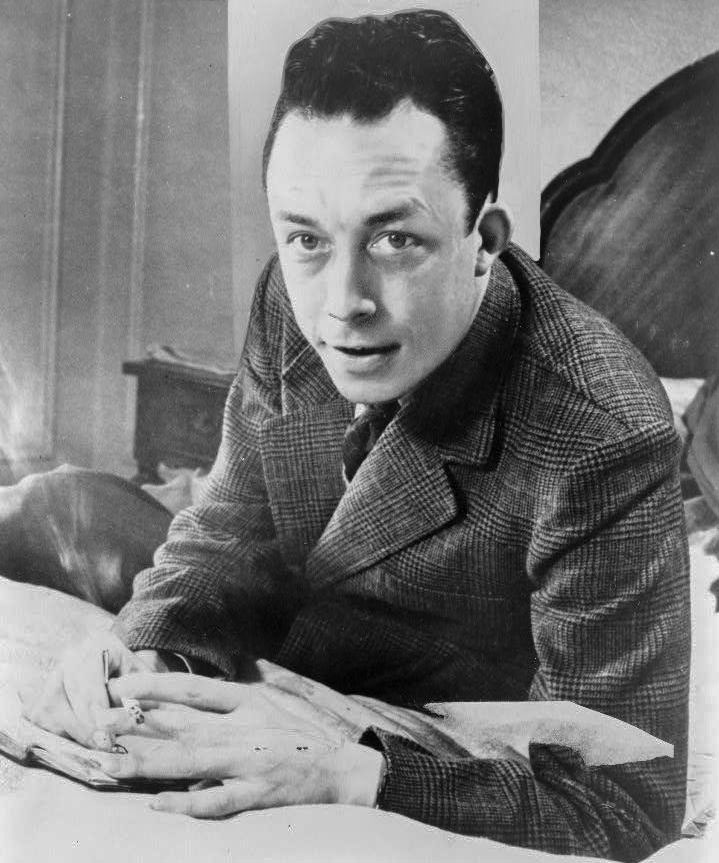
Albert Camus.

Powieść zaczyna się obrazem siedzącego w barze Mexico City Clemence’a, swobodnie rozmawiającego z nieznajomym – to jest czytelnikiem – o odpowiednim sposobie zamawiania drinków. Pomimo kosmopolitycznej natury Amsterdamu, barman nie odpowiada na zapytania w języku innym niż holenderski.  Tym samym Clemence jawi się jako tłumacz. On i  nieznajomy – dowiedziawszy się uprzednio, że są rodakami, co więcej pochodzącymi z Paryża, omawiają kwestie materialno – prawne. 
Clemence mówi mu, iż prowadził on w gruncie rzeczy perfekcyjny tryb życia w Paryżu, jako odnoszący spore sukcesy, poważany adwokat. Zdecydowana większość jego pracy koncentrowała się na sprawach wdów i sierot, biednych, pozbawionych praw obywatelskich osób, które nie byłyby w stanie zapewnić sobie odpowiedniej linii obrony przed wymiarem sprawiedliwości. Protagonista opowiada również anegdoty o tym, jak bardzo cieszyło go udzielanie przyjacielskich wskazówek nieznajomym, jak chętnie ustępował innym siedzenia w autobusie, dawał jałmużnę biednym, a przede wszystkim pomagał niewidomym w przechodzeniu przez ulicę. Podsumowując Clemence był przekonany, iż żył on wyłącznie dla innych i że osiągnął cel wyższy niż pospolity karierowicz i ten kulminacyjny punkt, gdzie cnota żywi się już tylko sobą.
Jednak pewnej nocy, będąc w drodze powrotnej do domu (od swojej kochanki) i przechodząc przez Pont Royal, Clemence ujrzał kobietę w czerni, pochyloną o krawędź mostu. Początkowo zwlekał przez chwilę, myśląc, iż jest to dość nietypowy widok, wziąwszy pod uwagę późną porę i pustki na ulicach, ale już po chwili zaczął iść dalej w swoim kierunku. Po przebyciu niewielkiego dystansu, usłyszał wyraźny odgłos ciała uderzającego o powierzchnię wody. Natychmiast się zatrzymał, wiedząc dokładnie co się stało, ale nie przedsięwziął nic – nawet nie zawrócił. Usłyszał tylko krzyk:

(…) powtórzony kilka razy, który też schodził rzeką, potem zgasł nagle. Cisza, która nastąpiła w zakrzepłej nagle nocy, wydała mi się bezmierna. Chciałem biec i nie ruszałem się z miejsca. Drżałem z zimna i przejęcia. Mówiłem sobie, że trzeba szybko działać, i czułem, jak nieodparta słabość ogarnia moje ciało. Zapomniałem, co myślałem wówczas. “Za późno, za daleko..." albo coś w tym rodzaju. Wciąż słuchałem nie ruszając się z miejsca. Potem, pod deszczem, oddaliłem się z wolna. Nie uprzedziłem nikogo.

Pomimo postrzegania siebie jako bezinteresownego adwokata słabych i nieszczęśliwych, Clemence zwyczajnie ignoruje zajście, udając się w dalszą drogę. Brak jakiejkolwiek reakcji wyjaśnia on koniecznością narażania własnego życia. 
Kilka lat po domniemanym samobójstwie kobiety przy Pont Royal – oraz w gruncie rzeczy po wymazaniu całego zajścia z pamięci – pewnego jesiennego wieczoru, Clemence zmierza w kierunku jego mieszkania, mając za sobą szczególnie przyjemny dzień pracy. Zatrzymuje się przy pustym Pont des Arts i rozmyśla:

Byłem rad. Dzień miałem dobry: ślepiec, zmniejszenie kary, którego się spodziewałem, ciepły uścisk dłoni mego klienta, kilka wspaniałomyślnych uczynków, po południu zaś świetna improwizacja w gronie przyjaciół o twardym sercu naszej klasy panującej i hipokryzji elity…
Czułem, jak rodzi się we mnie poczucie potęgi i pełni, które rozpierało mi serce. Wyprostowałem się i miałem zapalić papierosa, papierosa satysfakcji, kiedy w tej samej chwili śmiech rozległ się za mną.

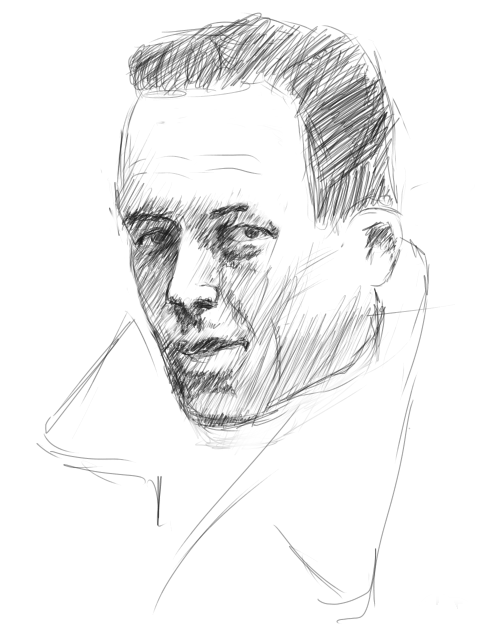
Albert Camus

Clemence odwraca się i odkrywa, że śmiech nie był adresowany w kierunku jego osoby, lecz powstał prawdopodobnie podczas konwersacji między przyjaciółmi – w każdym razie w taki racjonalny sposób wyjaśnia on sobie owo zajście. Mimo to mówi, że słyszał go jeszcze wyraźnie za sobą, idący znikąd, chyba że z wody. Śmiech staje się tym samym dla protagonisty niepokojącym, gdyż przypomina mu o jego oczywistym niepowodzeniu w zrobieniu czegokolwiek, aby pomóc kobiecie, która zapewne utonęła lata wcześniej. Ten nieszczęśliwy zbieg okoliczności ma miejsce dokładnie w momencie, kiedy gratuluje on sobie samemu bycia osobą bezinteresowną. Co więcej ów śmiech jest opisany jako zdrowy, naturalny, przyjazny niemal, podczas gdy zaledwie kilka chwil później, Clemence opisuje swój własny jako dobry, serdeczny. To sugeruje, że miał on źródło w nim samym, co nadaje innego wymiaru ukrytej wymowie sceny. Wieczór na Pont des Arts reprezentuje dla protagonisty zderzenie jego prawdziwego ja z tym zawyżonym, i ostateczne uświadomienie sobie jego własnej hipokryzji. 
Trzecie i ostatnie zdarzenie inicjuje upadek Clemence’a. Pewnego dnia, stojąc na czerwonym świetle, protagonista utknął za motocyklem, który zgasł tuż przed nim, przez co nie był on w stanie jechać dalej, gdy światło zmieniło się na zielone. Inne samochody stojące z tyłu zaczęły trąbić. Clemence prosi grzecznie, aby motocyklista zabrał jednoślad z drogi, tak żeby inni mogli go ominąć. Jednak za każdym powtórzeniem prośby, motocyklista staje się coraz bardziej zdenerwowany i grozi Clemence’owi  przemocą fizyczną. 
Rozdrażniony Clamence opuszcza pojazd aby stanąć oko w oko z owym człowiekiem, wcześniej jednak interweniuje inna osoba, która zapewnia protagonistę, że jest ostatnim z ostatnich i że nie pozwoli uderzyć człowieka, który mając motocykl między nogami jest na skutek tego w gorszej sytuacji. Clemence odwraca się aby odpowiedzieć rozmówcy, kiedy to motocyklista uderza go w głowę, a następnie szybko się oddala. Bez wzięcia odwetu na mężczyźnie z którym rozmawiał, poniżony Clemence resztkami sił wraca do swojego samochodu i odjeżdża. Później setki razy zastanawiał się on nad tym co powinien zrobić – a mianowicie uderzyć jego rozmówcę, a następnie udać się w pogoń za motocyklistą i zepchnąć go z drogi. Nosi w sobie urazę, co wyjaśnia następująco:

…kiedy uderzono mnie publicznie, a ja nie zareagowałem na to, nie mogłem dłużej pieścić tego pięknego wizerunku swojej osoby. Gdybym był przyjacielem prawdy i rozumu, jak utrzymywałem, czym byłoby to zdarzenie, zapomniane już przez tych, którzy byli jego świadkami?

Protagonista tym samym dochodzi do wniosku, że jego całe życie było w zasadzie skoncentrowane na poszukiwaniu zaszczytów, uznania i władzy nad innymi. Uświadamiając to sobie, nie chce więcej prowadzić takiej egzystencji.

### Kryzys
Początkowo Clemence stara się odrzucić myśl o tym, że żył obłudnie i egoistycznie. Rozmyśla o jego wcześniejszych aktach życzliwości, lecz szybko odkrywa, że jego argumentacja nie jest efektywna: przykładowo za każdym razem, kiedy pomagał niewidomym przechodzić przez ulicę – co szczególnie sprawiało mu przyjemność – zdejmował swój kapelusz. Ponieważ w oczywisty sposób niewidomy nie jest w stanie ujrzeć owego gestu, Clemence stawia pytanie: Do kogo więc się zwracał? Do publiczności. Po roli, ukłony. W rezultacie tego widzi on siebie jako osobę dwulicową i obłudną.
Zrozumienie, że jego całe życie było wypełnione hipokryzją i zaprzeczaniu samemu sobie, przyśpiesza powstanie emocjonalnego i intelektualnego kryzysu. Co więcej nie jest on w stanie uciec przed odgłosami śmiechu, który zrobił na nim takie wrażenie na Pont des Arts i który z wolna przenika do jego całej egzystencji. Protagonista zaczyna nawet śmiać się z samego siebie, broniąc w sądzie sprawiedliwości i uczciwości. Nie będąc w stanie zignorować głosu, Clemence próbuje go uciszyć, odrzucając hipokryzję i rujnując dotychczas zdobytą reputację.
Chce tego dokonać przede wszystkim używając publicznie sformułowań i komentarzy, o których wie, że są postrzegane jako obraźliwe. Przykładowo określa żebraków jako osoby wprawiające w zakłopotanie, wyrażając przy tym ubolewanie, że nie jest on w stanie zatrzymać ich jako niewolników i bić batem, ale też zapowiada ogłoszenie manifestu wyjaśniającego, jak bardzo uciskani uciskają przyzwoitych ludzi. Protagonista posuwa się nawet dalej rozważając, iż będzie on potrącał:

ślepców na ulicy; i głucha, a nieoczekiwana radość, jakiej doznawałem przy tym, pozwalała mi odkryć, jak bardzo nienawidzi ich część mej duszy. Planowałem sobie na przykład, że przekłuję opony w wózkach kalek, że będę wył: “wstrętny nędzarzu!” pod rusztowaniami, na których pracują robotnicy, że będę policzkował niemowlęta w metrze.

Jednak ku frustracji i konsternacji Clemence'a jego wysiłki w tym kierunku nie przynoszą efektów, generalnie dlatego, że wielu ludzi nie bierze go na poważnie. Uważają oni, że człowiek o takiej reputacji nie mógłby mówić takich rzeczy, nie żartując przy tym. Ostatecznie dochodzi do wniosku, że próby drwin z samego siebie nie przynoszą rezultatów,  a śmiech w dalszym ciągu go prześladuje. Powodem tego jest fakt, iż jego postępowanie nie jest szczere: Żeby uprzedzić śmiech, chciałem skoczyć w powszechne szyderstwo. W gruncie rzeczy chodziło o to, żeby uniemożliwić sąd. Chciałem mieć śmiejących się po swojej stronie albo przynajmniej sam stanąć po ich stronie.
Ostatecznie Clamence odpowiada na jego emocjonalno-intelektualny kryzys wycofując się z życia publicznego. Zamyka praktykę adwokacką i unika w szczególności byłych współpracowników, ale także ludzi generalnie i oddaje się całkowicie rozpuście. Podczas gdy rodzaj ludzki może być rażąco obłudny w miejscach, z których Clemence się wycofał, to już żaden człowiek nie jest hipokrytą w jego własnych przyjemnościach.

### Życie w Amsterdamie
Końcowe monologi Clemence’a mają miejsce w jego rezydencji, w byłej dzielnicy żydowskiej. Protagonista opowiada szczegółowo o wydarzeniach, które wpłynęły na jego obecne poglądy. W tym kontekście istotne są doświadczenia protagonisty z II wojny światowej. Z jej wybuchem oraz po klęsce Francji, Clemence rozważa przyłączenie się do francuskiego ruchu oporu, ale stwierdza, że i to byłoby daremne:

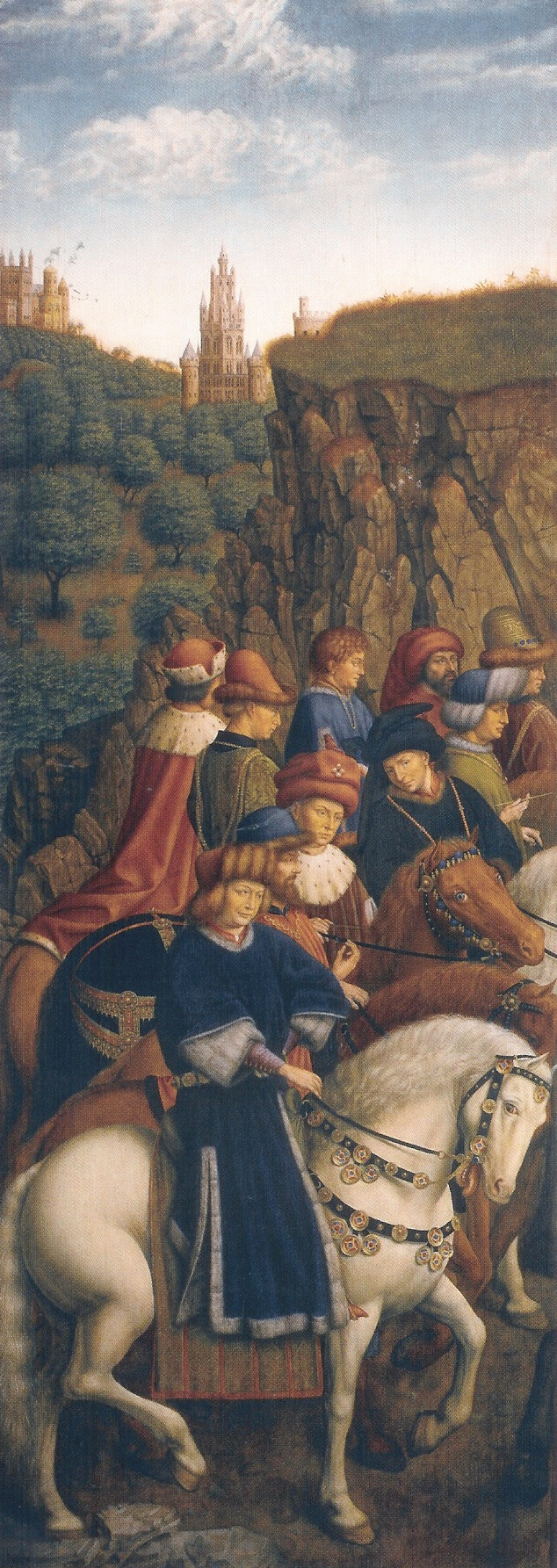
Obraz Sprawiedliwi sędziowie skradziony w 1934, nie został odzyskany.

Przedsięwzięcie wydało mi się trochę szalone i, żeby rzec prawdę, romantyczne. Myślę jednak przede wszystkim, że akcja podziemna nie odpowiadała ani memu temperamentowi, ani upodobaniu do powietrznych szczytów. Odnosiłem wrażenie, że żądają ode mnie, bym tkał przez dnie i noce w piwnicy czekając, aż dzicz przyjdzie mnie wyrzucić, zniszczy wpierw moją tkaninę, po czym zaciągnie mnie do innej piwnicy, by zatłuc na śmierć. Podziwiałem tych, którzy oddawali się temu głębinowemu bohaterstwu, ale nie potrafiłem ich naśladować.

Clemence decyduje się uciec z Paryża do Londynu, jadąc okrężną drogą przez Afrykę Północną. Tam jednak spotyka pewną przyjaciółkę, postanawia zostać, znaleźć pracę i koniec końców osiedlić się w Tunisie. Jednak kiedy alianci lądują w Afryce, protagonista zostaje aresztowany przez Niemców i uwięziony w obozie pracy głównie w ramach akcji prewencyjnej.
Internowany, Clemence spotyka swojego towarzysza, przedstawionego czytelnikowi jako Duguesclin (co miało stanowić nawiązanie do Bertranda du Guesclina). Walczył on w hiszpańskiej wojnie domowej, a następnie schwytany przez katolickiego generała,  dostał się ostatecznie w ręce Niemców w Afryce. Te wydarzenia spowodowały, że mężczyzna stracił wiarę w kościół katolicki (i prawdopodobnie również w Boga). W formie protestu Duguesclin ogłasza potrzebę wyboru nowego papieża – który będzie strzegł w sobie i w innych wspólnoty naszych cierpień. Ma on zostać powołany spośród jeńców w obozie. Jako człowiek z największą ilością porażek, Clemence zgłasza się dla żartu na ochotnika, lecz spostrzega zaraz, że więźniowie zgadzają się na jego kandydaturę.  W rezultacie wyboru na „papieża”, Clemence otrzymuje pewne uprawnienia i władzę nad innymi współwięźniami, przez co może instruować pozostałych  jak dostarczać wodę i  decydować kto miałby się podejmować tego typu pracy.  

Powiedzmy tylko, że krąg zamknął się owego dnia, kiedy wypiłem wodę umierającego towarzysza. Nie, nie, to nie był Duguesclin, umarł już, zbyt sobie wszystkiego odmawiał.

Protagonista relacjonuje następnie jak wszedł w posiadanie sławnego XV-wiecznego arcydzieła malarstwa pt. Sprawiedliwi sędziowie, będącego częścią składową Ołtarza Gandawskiego. Pewnego wieczoru stały klient wszedł do baru Mexico City z bezcennym malowidłem i sprzedał je za butelkę jeneveru barmanowi, który zawiesił je następnie na widocznym miejscu ściany jego lokalu (człowiek, który sprzedał obraz oraz puste miejsce, gdzie owo malowidło wisiało, są zagadkowo wyszczególnione na początku powieści). Clemence ostatecznie informuje barmana, że obraz został skradziony i że policja z kilku krajów go poszukuje. Składa mu ofertę przechowania malowidła, barman natychmiast się zgadza. Clemence próbuje na wiele sposobów usprawiedliwić fakt posiadania skradzionego arcydzieła, w pierwszym rzędzie ponieważ sędziowie udają się na spotkanie z Barankiem, a nie ma już Baranka ani niewinności, tak więc zręczny łotr, który ukradł obraz, był narzędziem nieznanej sprawiedliwości, jej zaś nie należy się sprzeciwiać.
Wreszcie Clemence wykorzystuje symbolikę Ołtarzu Gandawskiego i obrazu Sprawiedliwi sędziowie do wyjaśnienia tożsamości jego samego. Eksponuje ona w gruncie rzeczy doktrynę porzuconej wolności jako metody znoszenia cierpień, narzuconych na ludzi z racji życia w świecie pozbawionym obiektywnej prawdy, a co za tym idzie również znaczenia. Wraz ze śmiercią Boga, jednostka musi także zaakceptować ideę uniwersalnej winy i braku niewinności. Argumentacja Clemence’a postuluje, w pewnej mierze paradoksalnie – że wolność powstałą z cierpienia da się osiągnąć tylko poddając się czemuś większemu niż sama jednostka. Przez swoje zwierzenia, Clamence poddaje się stałemu osądowi samego siebie, jak i innych, poświęcając swój czas na przekonywaniu pozostałych o ich bezwarunkowej winie. Powieść kończy się złowrogą uwagą Clemence’a, który deklaruje, że nie żałuje on już więcej, iż nie uratował kobiety, która popełniła samobójstwo przy Pont des Arts.

### Tekst książki
- Albert Camus: Upadek. tłum. Joanna Guze. Kraków: Wydawnictwo Literackie, 1972. Brak numerów stron w książce

### Pozostałe źródła
- Ronald Aronson: Camus & Sartre: The Story of a Friendship and the Quarrel that Ended It. University of Chicago Press, 2004. ISBN 0-226-02796-1. Brak numerów stron w książce
- Alfred Galpin. Dante in Amsterdam. „Symposium”. 12. s. 65-72.
- Adele King. Structure and Meaning in La Chute. „PMLA”. 77 (5), s. 660-667, 1962.
- Vincento Barretto. Camus: vida e obra. „[s.L.]: José Álvaro”, 1970.brak numeru strony
- Barbara C. Royce. La Chute and Saint Genet: The Question of Guilt. „The French Review”. 39 (5), s. 709-716, 1966.
- Carl A. Viggiani. Camus and the Fall from Innocence. „Yale French Studies”. 25, s. 65-71, 1960.
- Burton M. Wheeler. Beyond Despair: Camus' 'The Fall' and Van Eyck's 'Adoration of the Lamb'. „Contemporary Literature”. 23 (3), s. 343–364, 1982.